# Comté de Lea
Le comté de Lea est l’un des 33 comtés de l’État du Nouveau-Mexique, aux États-Unis.
Le siège du comté est situé à Lovington.

## Infrastructures
Le comté de Lea possède un aéroport situé à Hobbs (Lea County Airport, code AITA : HOB).
C'est dans ce comté, à l'ouest de Hobbs qu'un projet de Centre d'essais et d'évaluation de l'innovation (ou CITE pour ou "Center for innovation testing and evaluation" ) est à l'étude depuis plusieurs années et en construction depuis 1995, qui sera la ville-laboratoire (sans habitants) la plus grande du monde.

## Comtés adjacents
|                              | Comté de Roosevelt    | Comté de Cochran Texas                                  |
| Comté de Chaves Comté d’Eddy | comté de Lea          | Comté d'Andrews, Comté de Gaines, Comté de Yoakum Texas |
|                              | Comté de Loving Texas | Comté de Winkler Texas                                  |